# Leptoceratopsidae
Leptoceratopsidae é um grupo de vários gêneros neoceratopsídeos pequenos que parecem não pertencer ao clado Protoceratopsidae. Eles assemelham-se, e são relatados a outros ceratopsídeos, mas todas as espécies encontradas são geralmente menores e mais primitivas. Leptoceratopsídeos têm sido encontrados exclusivamente do final do Cretáceo da Ásia e oeste da América do Norte.
Os membros da Leptoceratopsidae são predominantemente norte-americanos na ocorrência, com a maioria dos gêneros descritos: Leptoceratops, Montanoceratops e Prenoceratops. Há evidências de uma distribuição mais larga, com o Udanoceratops na Mongólia. O fóssil descoberto na Austrália nomeado de Serendipaceratops, apesar de muito similar ao Leptoceratops, não pertence a esta família, sendo alocado na Neoceratopsia ou então na Ceratopsia, como incertae sedis.
A família, implicitamente nomeada de acordo com a subfamília Leptoceratopsinae de Nopsca (1923), foi explicitamente definida por Mackovicky em 2001, quando definiu o clado Leptoceratopsidae como o grupo representado por Leptoceratops gracilis e todos as espécies mais aparentadas ao Leptoceratops do que com o Triceratops horridus.

## Gêneros
- Asiaceratops
- Bainoceratops Tereschenko e Alifanov, 2003 incertae sedis
- Cerasinops Chinnery e Horner, 2007
- Gryphognathus Ryan et al., 2012
- Leptoceratops Brown, 1914
- Montanoceratops Sternberg, 1951
- Prenoceratops  Chinnery, 2004
- Udanoceratops Kurzanov, 1992
- Unescoceratops Ryan et al., 2012
- Zhuchengceratops Xu et al., 2010